# Jan II van Legnica
Jan II van Liegnitz (circa 1477 - 6 maart 1495) was vanaf 1488 hertog van Liegnitz (Legnica), Lüben (Lubin) en Haynau (Chojnów). Hij behoorde tot het huis Piasten.

## Levensloop
Jan II was de oudste zoon van hertog Frederik I van Liegnitz en Ludmila van Podiebrad, dochter van koning van Bohemen George van Podiebrad. 
Na het overlijden van zijn vader in 1488 werd Jan II samen met zijn jongere broers Frederik II en George I hertog van Liegnitz, Lüben en Haynau. Omdat de drie broers nog minderjarig waren, werd hun moeder Ludmila regentes. Hun moeder erfde na het overlijden van hun vader de hertogdommen Brieg (Brzeg) en Ohlau (Oława).
Jan II overleed voor hij officieel volwassen was verklaard en was nog ongehuwd en kinderloos. Zijn twee broers volgden hem op en bleven tot in 1498 onder het regentschap van hun moeder.